# Rainer Junghanns
Rainer Junghanns (* 1963 in München) ist ein deutscher Künstler.

## Leben
Rainer Junghanns kam im Jahr 1985 zum Studium an die Kunstakademie Düsseldorf. Er lebt und arbeitet in Düsseldorf.
Junghanns erarbeitet prozessuale Skulpturen. Dabei geht es ihm um Zeit, um Bewegung, um Kommunikation, um Orte und um Menschen. Er bedient sich verschiedener Medien und Materialien. Das Spektrum reicht von raumbezogenen medialen Installationen in Museen und an anderen Kunstorten bis hin zu großformatigen Fotografien oder Videostils als künstlerische Ergebnisse seiner Projekte.
Das Werk Junghanns' ist durch konzeptionell und zeitlich aufwendig geplante Aktionen gekennzeichnet. Für sein Projekt GMT+ unternahm er zwei Reisen als Passagier auf Frachtschiffen. Die eine Tour dauerte vier, die andere sechs Monate und zusammen addieren sich die zurückgelegten Strecken auf die Länge einer Erdumrundung. Ziel war es, Globalität körperlich erfahrbar zu machen und die erlebten Impressionen – durch Videokameras, die der Künstler an den Schiffen installiert hatte – weiterzugeben.

## Ausstellungen (Auswahl)
- 1991 Große Kunstausstellung NRW, Kunstpalast Düsseldorf
- 1991 St. Vitus Monastary, Mönchengladbach, Kunst in der Krypta
- 1992 „Zeichnungen“, Xántus János Múzeum Győr
- 1992 Grant from the Foundation for Art and Culture, NRW, Xántus János Múzeum Győr, Ungarn, in Kooperation mit dem Goethe-Institut Budapest, Ungarn
- 1993 „Zeichnungen“, Ludwig Galerie Schloss Oberhausen
- 1994 „Anmerkungen Ausradierungen Verweigerungen Widerlegungen“, Palazzo Pinucci, Florenz/I
- 1996 „gezeichnet sein“, Städtische Galerie Namur/B
- 1997 „Der Schafskopf trifft den Schmetterling“, Museum Schloss Wilhelmsburg, Schmalkalden
- 1998 „Border & Line“, Centre of Contemporary Art, Christchurch/NZ
- 2002 „Trans & Form“, Haus am Waldsee, Berlin; Haus der Kunst der Stadt Brünn/CZ
- 2004 „Neue Tischgemeinschaften und Kurt Creischer, Zeitsammler“, Zentralinstitut für Kunstgeschichte, München[1]
- 2004 „Das kulinarische Archiv“, Kunstforum Ostdeutsche Galerie, Regensburg
- 2004 „Kurt Creischer, Zeitsammler“, Skulpturenmuseum Glaskasten, Marl; Kunsthalle Bremen
- 2005 “New Places und Con Sequences 1-3”, Centre of Contemporary Art, Christchurch/NZ
- 2005 „Kurt Creischer, Zeitsammler“, Städtische Galerie Lüdenscheid; Neues Museum Weserburg, Bremen
- 2007 „New Places“, Kunstmuseum Baden, Solingen
- 2009 „Facing India“, Dorotheum Düsseldorf
- 2011 „GMT+“, LVR-LandesMuseum, Bonn
- 2011 „Mothership“, Kunstverein Ulm
- 2012 „6000-Mombasa Shipping Project“, Kunstverein Langenfeld
- 2014 „Mombasa Shipping Project_Vol IV“, „Light Box Archive Vol II“, Kulturforum in Herz Jesu, Köln
- 2016 „Khun Load“, Museum Kloster Kamp, Kamp-Lintfort
- 2019 „GMT + goes Korea _ Light, Art, Humanity“, [Daegu Art Factory] 2019 Global Art Project, Republic of Korea
- 2020 „HIDDEN _ Messages“ Participation Project / Social Sculpture by Rainer Junghanns, Start: RAUM _ fuer _ RAUM, Düsseldorf
- 2022 „nomansland.academy“ RAUM _ fuer _RAUM / RAUM für Kunst, Düsseldorf
- 2024 "Mombasa _ Shipping _ Project' Vol.VIII, Kunsthaus NRW/Kornelimünster